# Hermann Sielcken
 (décembre 2020).
Si vous disposez d'ouvrages ou d'articles de référence ou si vous connaissez des sites web de qualité traitant du thème abordé ici, merci de compléter l'article en donnant les références utiles à sa vérifiabilité et en les liant à la section « Notes et références ».
Hermann Sielcken, commerçant allemand et américain, est l'un des grands négociants de l'histoire du café, au début du XXe siècle et la fin du siècle précédent.

## Biographie
Fils d'un maître boulanger de Hambourg, né en Allemagne en 1847, Hermann Sielcken est allé à l'âge de 18 ans au Brésil comme employé d'une société d'exportation et d'importation de Hambourg. Puis il s'est fait embaucher en 1868 dans une maison de commerce implantée au Costa Rica, comme acheteur de café. Il a démissionné au bout d'un an et s'est retrouvé parmi les acheteurs de laine à San Francisco, où il est devenu citoyen américain et commencé une vie errante qui l'a amené à sillonner une bonne partie des États-Unis et de l'Amérique latine, où il a acheté et revendu pour son compte toutes sortes de matières premières agricoles. À New York, il a rejoint le cabinet d'Isidore Strauss, et plus tard le célèbre grand magasin de Macy.
En 1876, il devient acheteur pour W.H. Crossmann & Son, l'une des plus importantes firmes d'import-export d'Allemagne, devenue Crossman and Sielcken en 1894, présente aussi au Havre, pour le négoce du café, où il a fait fortune. Trois ans durant, il parcourt l'Amérique latine, achetant du café et revendant des objets manufacturés.
Le « roi du café », comme on l'appelle dans le milieu, est dans son secteur une véritable puissance. « L'empereur Guillaume règne sur l'Allemagne, mais son influence se limite à l'empire allemand. Hermann Sielcken, lui, domine le commerce et rayonne dans le monde entier ", écrit de lui un journaliste en 1894.
Il s'installe au début du XXe siècle à Baden-Baden, où il a offert, au moment de la Première Guerre mondiale, un don au conseil municipal un don mensuel élevé pour les familles de militaires.
Entre-temps, en 1905, alors que les cours du café ne cessent de baisser, il finance des pages de publicité dans les journaux brésiliens et américains, offrant son aide pour un plan général de « valorisation » du café brésilien. Sa stratégie, appuyée par son compatriote, le négociant Théodore Wille, est de prêter aux producteurs brésiliens en échange d'une mainmise totale sur leurs stocks et récoltes futures.
En août 1906, les représentants des producteurs de café viennent à Baden Baden, où il est parvenu à impliquer plusieurs grandes banques allemandes et anglaises. Entre 1906 et 1908, il organise quatre grands prêts aux producteurs de café, pour un total de 15 millions de dollars, ce qui lui permet de contrôler 5 millions de sacs de café en 1991[Quand ?], quand les cours sont repartis à la hausse.
En 1912, sous le coup d'une procédure judiciaire pour monopole, menacé d'un boycott aux États-Unis, Sielcken accepte de revendre sur le marché une partie de ces stocks, en étalant l'opération sur plusieurs années.
Hermann Sielcken est mort le 8 octobre 1917 à Baden-Baden et il est enterré dans la tombe familiale à Brême.